# Shape of My Heart (Backstreet Boys)
Shape of My Heart è un brano della band statunitense Backstreet Boys, pubblicato come primo singolo del loro album "Black & Blue".

## Promozione e accoglienza
Uscita nell'ottobre 2000, la canzone debuttò alla #9 nella Billboard Hot 100 e fu trasmessa da numerose stazioni radio, rompendo il record di "più passaggi in radio di un brano" nella settimana di debutto. Si stabilizzò alla #1 nella Billboard Top 40 Mainstream, Hot 100 Airplay e Hot 100 Singles Sales per 16 settimane. Nel programma di MTV Total Request Live spezzò il record del video il più a lungo stabile alla numero 1, come successe in precedenza a Larger Than Life.
Negli anni 2000 nell'Around The World In 100 Hours i Backstreet Boys cantarono una versione a cappella della canzone in ogni continente su cui atterrarono.
Anche In Canada "Shape Of My Heart" ebbe un impatto consistente: spezzò infatti il record nella Canadian Adult Contemporary (AC) come singolo alla numero 1 per 14 settimane. Nella Classifica Canadian (CHR) debuttò subito alla #3, battendo così il record di posizione più alta di debutto di un singolo, superando gli U2 e rimase per sei settimane alla numero 1; spezzò inoltre il record per il brano che stette alla numero 1 per più tempo ed il record per 'most first-day spins' nella CHR Radio, come affermato dalla BDS. Nel 2000, i Backstreet Boys si stabilirono alla #1 nella (CHR) e nella (AC) per 19 settimane e trascorsero 6 settimane alla cima della Billboard Canadian Singles Chart.
Il brano raggiunse la posizione numero 1 anche nelle classifiche di Italia, Canada, Norvegia, Nuova Zelanda, Svezia e Svizzera.
Nel 2002, ottenne la nomination per il Grammy Award alla miglior interpretazione vocale di gruppo.

## Video
Il video, interamente in monocromo blu dalle sfumature blu e nero (riferimento evidente al nome dell'album Black & Blue), fu diretto da Matthew Rolston e riprende i Backstreet Boys durante le prove per un concerto all'Orpheum Theatre di Los Angeles.
In Italia, il brano si è aggiudicato la prima posizione nella TRL Top 100 come video più votato in tutta la storia del programma televisivo Total Request Live.

## Track listing
1. "Shape of My Heart" - 3:50
2. "All I Have to Give" (Acapella) - 3:48
3. "The One" (Jack D. Elliot Radio Mix) - 3:36

## Classifiche

### Classifiche settimanali
| Classifica (2000-2002)                 | Posizione più alta |
| -------------------------------------- | ------------------ |
| Australia (ARIA Charts)                | 5                  |
| Austria (Ö3 Austria Top 40)            | 4                  |
| Belgio (Fiandre) (Ultratop)            | 11                 |
| Belgio (Vallonia) (Ultratop)           | 25                 |
| Canada (Billboard)                     | 1                  |
| Danimarca (Track Top-40)               | 2                  |
| Eurochart Hot 100 Singles              | 1                  |
| Finlandia (Suomen virallinen lista)    | 3                  |
| Germania (Offizielle Top 100)          | 2                  |
| Irlanda (IRMA)                         | 6                  |
| Italia (FIMI)                          | 1                  |
| Norvegia (VG-lista)                    | 1                  |
| Nuova Zelanda (RMNZ)                   | 1                  |
| Paesi Bassi (Dutch Top 40)             | 2                  |
| Paesi Bassi (Single Top 100)           | 3                  |
| Polonia (Polish Single Chart)          | 3                  |
| Regno Unito (Official Charts Company)  | 4                  |
| Romania (Romanian Top 100)             | 3                  |
| Spagna (PROMUSICAE)                    | 2                  |
| Svezia (Sverigetopplistan)             | 1                  |
| Svizzera (Schweizer Hitparade)         | 1                  |
| USA Billboard Hot 100                  | 9                  |
| USA Hot Adult Contemporary (Billboard) | 2                  |
| USA Adult Top 40 (Billboard)           | 8                  |

### Classifiche di fine anno
| Classifica (2000)          | Posizione più alta |
| -------------------------- | ------------------ |
| Australian Singles Chart   | 30                 |
| Dutch Singles Chart        | 61                 |
| Europe (Eurochart Hot 100) | 55                 |
| German Singles Chart       | 31                 |
| Italian Singles Chart      | 21                 |
| Romania (Romanian Top 100) | 48                 |
| Swiss Singles Chart        | 35                 |
| Classifica (2001)          | Posizione più alta |
| Europe (Eurochart Hot 100) | 87                 |